# Barbara Barrie
Pour les articles homonymes, voir Barrie (homonymie).
Barbara Ann Berman est une actrice américaine née le 23 mai 1931 à Chicago.

## Filmographie

### Cinéma
- 1956 : Géant (Giant) : Mary Lou Decker
- 1963 : La Cage aux femmes (The Caretakers) : Edna
- 1964 : Le Procès de Julie Richards (One Potato, Two Potato) de Larry Peerce : Julie Cullen Richards
- 1979 : The Bell Jar : Jay Cee
- 1979 : La Bande des quatre (Breaking Away) : Evelyn Stoller
- 1980 : La Bidasse (Private Benjamin) de Howard Zieff : Harriet Benjamin
- 1987 : Real Men de Dennis Feldman : Mom Pirandello
- 1988 : End of the Line : Jean Haney
- 1988 : After the Rain
- 1997 : Hercule (Hercules) : Alcmene; Hercules' Foster Mother (voix)
- 1999 : Hercules: Zero to Hero (vidéo) : Alcmene (voix)
- 1999 : Babylon, USA (Judy Berlin) : Sue Berlin
- 1999 : 30 Days : Barbara Trainer
- 2000 : $pent : Mrs. Walsh
- 2004 : Second Best : Dorothea

### Télévision
- 1951 : Love of Life (série télévisée) : Ginny Crandall (1960)
- 1962 : La Quatrième Dimension (The Twilight Zone) (série télévisée), Saison 4, épisode Miniature : Myra
- 1963 : The Small Parade (The Virginian) (série télévisée), Saison 1, épisode 21 : Ellen Beecher.
- 1967 : Les Envahisseurs (The invaders) (série télévisée), épisode 22 : L'ennemi (The enemy)
- 1972 : To Be Young, Gifted, and Black
- 1973 : Diana (série télévisée) : Norma Brodnik
- 1973 : Koska and His Family
- 1975 : For the Use of the Hall : Charlotte
- 1977 : Harold Robbins' 79 Park Avenue (feuilleton télévisé) : Kaati Fludjicki
- 1977 : Tell Me My Name : Emily McPhail
- 1978 : Child of Glass : Emily Armsworth
- 1978 : Summer of My German Soldier : Mrs. Bergen
- 1979 : Backstairs at the White House (feuilleton télévisé) : Mamie Eisenhower
- 1979 : Racines 2 ("Roots: The Next Generations") (feuilleton télévisé) : Dodie Brattle
- 1980 : To Race the Wind : Mrs. Krents
- 1980 : Breaking Away (série télévisée) : Evelyn Stohler
- 1981 : The Children Nobody Wanted : Hanna
- 1982 : Barefoot in the Park : Mrs. Banks
- 1982 : Working : Schoolteacher
- 1982 : Une affaire d'enfer (Not Just Another Affair) : Martha Dawson
- 1982 : Tucker's Witch (série télévisée) : Ellen Hobbes
- 1982 : Two of a Kind : Dottie Minor
- 1983 : Reggie (série télévisée) : Elizabeth Potter
- 1984 : Double Trouble (série télévisée) : Aunt Margot
- 1985 : The Execution: Sophie Langbein
- 1986 : Vital Signs : Frances
- 1987 : À nous deux, Manhattan (I'll Take Manhattan) (feuilleton télévisé)
- 1988 : Winnie : Mrs. Drake
- 1988 : My First Love : Ruth Waxman
- 1989 : What's Alan Watching? : Libby Hoffstetter
- 1990 : Kojak: Flowers for Matty
- 1990 : Guess Who's Coming for Christmas? : Delores
- 1992 : New York, police judiciaire (Law and Order) : Mrs. Bream (saison 2, épisode 16)
- 1993 : The Odd Couple: Together Again : Gloria Unger
- 1994 : My Breast : Milly
- 1994 : My Summer As a Girl : Shirley
- 1994 : Scarlett (feuilleton télévisé) : Pauline Robillard
- 1996 - 2000 : Suddenly Susan (série télévisée) : La grand-mère de Susan
- 1998 : Les Flocons de l'amour (A Chance of Snow) : Ruth Pulmer
- 2003 : New York, unité spéciale (Law and Order: Special Victims Unit) : Paula Haggerty (saison 4, épisode 24)
- 2005 : Fathers and Sons : Ruth

## Récompenses et nominations

### Récompenses
- 1964 - Prix d'interprétation féminine au festival de Cannes pour son rôle dans One Potato, Two Potato.